# ۳۱۸ (میلادی)
۳۱۸ (میلادی) سیصد  و هجدهمین سال تقویم میلادی است.

## درگذشتگان
‎